# Almesquera siberiana
L'almesquera siberiana (Desmana moschata) és un tàlpid que viu a sobre terra de Rússia, Ucraïna i el Kazakhstan. Juntament amb l'almesquera (Galemys pyrenaicus), forma el clade dels desmaninis, un grup de tàlpids que viuen a prop de l'aigua i que s'assemblen a les musaranyes aquàtiques. La seva distribució geogràfica és principalment les conques fluvials del Dnièper, el Don, el Volga i l'Ural.

## Característiques
És força més gros que l'almesquera dels Pirineus, de fet és l'espècie més grossa de talp, amb uns 17–22 cm de llargada i altres punts de cua; pesa entre 400 i 520 g. El seu pelatge és de color castany, molt suau, sedós i brillant. És per això que ha estat caçat des d'antic pel valor del seu pelatge, duent l'espècie actualment a la vora de l'extinció.